# Mezoregion Centro Amazonense

Mezoregion Centro Amazonense

Mezoregion Centro Amazonense – mezoregion w brazylijskim stanie Amazonas, skupia 30 gmin zgrupowanych w sześciu mikroregionach. Liczy 357.924,7 km² powierzchni.

## Mikroregiony
- Coari
- Itacoatiara
- Manaus
- Parintins
- Rio Preto da Eva
- Tefé